# Малая Степановская
Малая Степановская — деревня в Шекснинском районе Вологодской области.
Входит в состав сельского поселения Ершовского, с точки зрения административно-территориального деления — в Ершовский сельсовет.
Расположена у впадения реки Лагмач в Шекснинское водохранилище.
Деревня Малая Степановская образована 28 марта 2005 года.